# باتول (یوتا)
باتول (به انگلیسی: Bothwell) یک منطقهٔ مسکونی در ایالات متحده آمریکا است که در شهرستان باکس الدر، یوتا واقع شده‌است. باتول ۱٬۳۲۰٫۱ متر بالاتر از سطح دریا واقع شده‌است.